# Jhonatan Restrepo
Pour les articles homonymes, voir Restrepo.
Restrepo  Valencia est un nom espagnol. Le premier nom de famille, en général paternel, est Restrepo ; le second, en général maternel, souvent omis, est Valencia.
Jhonatan Restrepo Valencia, né le 28 novembre 1994 à Pácora (département de Caldas), est un coureur cycliste colombien, membre de l'équipe GW Shimano-Sidermec. Il est notamment triple champion panaméricain sur piste (entre 2014 et 2015) et champion panaméricain sur route espoirs (en 2015).

## Biographie

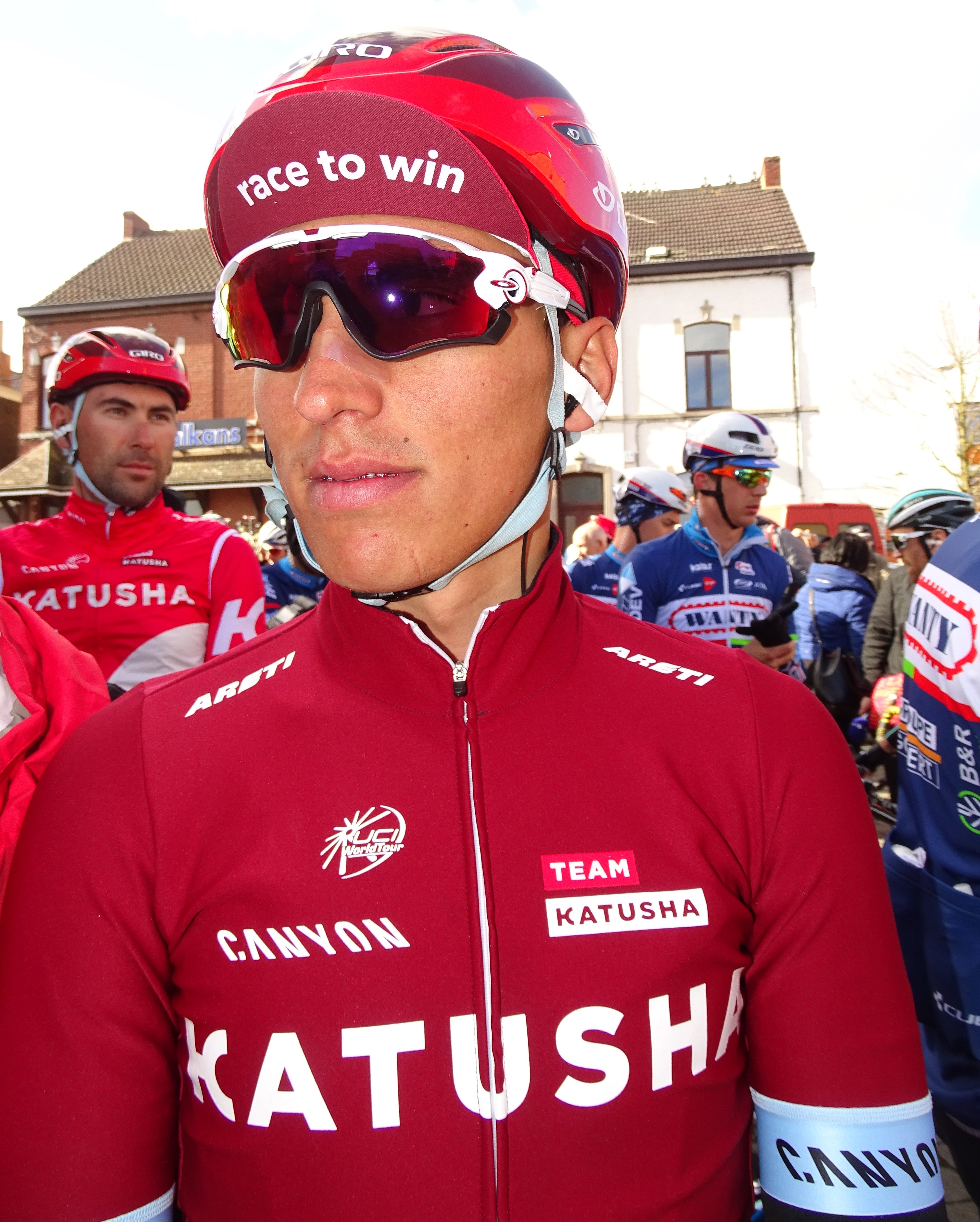
Jhonatan Restrepo en 2016 sous les couleurs de la Katusha.

En 2013, Jhonatan Restrepo remporte deux étapes du Tour de Colombie espoirs (moins de 23 ans). L'année suivante, il gagne de nouveau une étape sur la course, qu'il termine à la troisième place. La même année, il devient champion panaméricain sur route espoirs. Toujours en 2014, il est sacré sur piste champion panaméricain de poursuite par équipes, avec Sebastián Molano, Brayan Sánchez et Arles Castro. Il décroche également l'argent sur la course à l'américaine avec Jordan Parra. En 2015, il obtient trois médailles dont deux titres aux championnats panaméricains : l'or en poursuite individuelle et en poursuite par équipes, ainsi que l'argent sur la course à l'américaine. La même année, il fait partie du quatuor colombien qui remporte la médaille d'or de la poursuite par équipes  aux Jeux panaméricains de Toronto.
Lors de la saison 2015, il devient stagiaire au sein de l'UCI WorldTeam Katusha, puis passe professionnel en 2016. Il participe au Tour d'Espagne 2016, son premier grand tour, où il se classe 128e. Lors du Tour Down Under 2017, il termine dixième et meilleur jeune.
Après trois ans sans victoire, Restrepo rejoint l'équipe colombienne Manzana Postobón pour la saison 2019, mais l'équipe est dissoute en mai 2019 à la suite de multiples incidents liés au dopage. La saison suivante, il devient membre de l'UCI ProTeam Androni Giocattoli-Sidermec. Avec sa nouvelle équipe, il remporte six victoires lors de sa première saison, deux étapes du Tour du Táchira et quatre autres sur le Tour du Rwanda. Il gagne également une autre étape sur le Tour du Rwanda en 2021 et 2022, faisant de lui le recordman des victoires d'étape sur la course.

## Palmarès sur route

### Par année
- 2010
  - 2e du championnat de Colombie du contre-la-montre cadets
  - 2e du championnat de Colombie sur route cadets
- 2013
  - 1re et 4e étapes du Tour de Colombie espoirs
- 2015
  -  Champion panaméricain sur route espoirs
  - 6e étape du Tour de Colombie espoirs
  - 3e du Tour de Colombie espoirs
- 2017
  - 2e du Tour de Murcie
  - 4e de la Cadel Evans Great Ocean Race
  - 10e du Tour Down Under
- 2019
  - 1re étape de la Vuelta al Valle del Cauca
  - 7e du Tour de Turquie
- 2020
  - 3e et 5e étapes du Tour du Táchira
  - 3e, 5e, 6e et 7e étapes du Tour du Rwanda
- 2021
  - 7e étape du Tour du Rwanda (contre-la-montre)
  - 2e du Trophée Matteotti
  - 3e de la Veneto Classic
- 2022
  - 3e étape du Tour du Rwanda
- 2023
  - 1re étape de la Vuelta al Tolima
  - Giro della Città Metropolitana di Reggio Calabria
- 2024
  - 6e étape du Tour Colombia
  - 3e étape du Tour du Rwanda
  - 3e du Tour du Rwanda
- 2025
  - 4e étape de la Volta a Goias

### Résultats sur les grands tours

#### Tour d'Italie
1 participation
- 2020 : 103e

#### Tour d'Espagne
2 participations
- 2016 : 128e
- 2018 : 105e

### Classements mondiaux
| Année                                 | 2015  | 2016  | 2017 | 2018 | 2019 | 2020 | 2021 | 2022  | 2023 | 2024 |
| ------------------------------------- | ----- | ----- | ---- | ---- | ---- | ---- | ---- | ----- | ---- | ---- |
| UCI World Tour                        |       | nc    | 115e | 237e |      |      |      |       |      |      |
| Classement mondial                    |       | 1894e | 188e | 455e | 467e | 330e | 182e | 1254e | 612e | 649e |
| UCI Europe Tour                       | 1202e | 1708e | 434e | 379e |      |      |      |       |      |      |
| UCI America Tour                      | 24e   | 437e  | nc   | nc   | 48e  | 22e  | 13e  | 163e  | 55e  | 65e  |
|                                       |       |       |      |      |      |      |      |       |      |      |
| Légende : nc = non classéSource : UCI |       |       |      |      |      |      |      |       |      |      |

## Palmarès sur piste

### Championnats panaméricains
- Mexico 2013
  -  Médaillé d'argent de la poursuite par équipes
  -  Médaillé de bronze de la poursuite individuelle
- Aguascalientes 2014
  -  Médaillé d'or de la poursuite par équipes (avec Sebastián Molano, Brayan Sánchez et Arles Castro)
  -  Médaillé d'argent de la course à l'américaine (avec Jordan Parra)
  - Septième de la poursuite individuelle[3]
- Santiago 2015
  -  Médaillé d'or de la poursuite individuelle
  -  Médaillé d'or de la poursuite par équipes (avec Juan Esteban Arango, Arles Castro et Jordan Parra).
  -  Médaillé d'argent de l'américaine (avec Juan Esteban Arango)

### Jeux panaméricains
- Toronto 2015
  -  Médaillé d'or de la poursuite par équipes  (avec Fernando Gaviria, Juan Esteban Arango et Arles Castro)

### Championnats nationaux
- Medellín 2013
  -  Champion de Colombie de poursuite individuelle[4].
  -  Champion de Colombie de poursuite par équipes (avec Weimar Roldán, Arles Castro et Kevin Ríos)[5].
- Medellín 2014
  -  Champion de Colombie de poursuite individuelle[6].
  -  Champion de Colombie de poursuite par équipes (avec Brayan Sánchez, Arles Castro et Kevin Ríos)[7].
  -  Champion de Colombie de course à l'américaine (avec Kevin Ríos)[8].
- Juegos Nacionales Eje Cafetero 2023
  -  Médaillé d'or de la course aux points des XXII Juegos Deportivos Nacionales[9].
  -  Médaillé d'or de la course scratch des XXII Juegos Deportivos Nacionales[10].
  -  Médaillé d'argent de la course à l'américaine des XXII Juegos Deportivos Nacionales (avec Carlos Urán)[11].